# Claude Seignolle

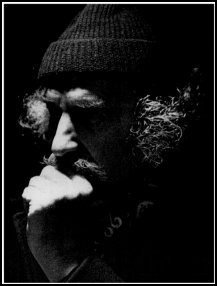
Claude Seignolle

Claude Seignolle (Périgueux, 25 juni 1917 – 13 juli 2018) was een Frans schrijver. Deze auteur uit de Dordogne verwierf faam door zijn romans en talrijke novellen die veelal ressorteren onder de fantastische literatuur, en ook door zijn publicaties over folklore, legendes en het paranormale.
Hij publiceerde een aantal romans, novellen en essays.

## Trivia
- Het weerwolf-verschijnsel komt op verschillende plaatsen aan bod in het werk van Seignolle. Hierop baseerde Bruno Loisel zijn werk De Weerwolf (Uitgeverij Loempia).[1]

- Biblioteca Nacional de España: XX1090375
- Bibliothèque nationale de France: cb11924356p (data)
- CiNii: DA01224794
- Gemeinsame Normdatei: 119210495
- International Standard Name Identifier: 0000 0001 2136 3677
- Library of Congress Control Number: n50005893
- Bibliotheek van het Japanse parlement: 00456043
- Nationale Bibliotheek van Tsjechië: xx0180113
- Nationale Bibliotheek van Israël: 987007463642005171
- Nederlandse Thesaurus van Auteursnamen: 072539550
- Système universitaire de documentation: 027131319
- Virtual International Authority File: 64011756
- WorldCat: E39PBJg8J7dJw8Yw6D8r6TGbVC